# 宮原線
宮原線（みやのはるせん）は、大分県玖珠郡九重町の恵良駅から熊本県阿蘇郡小国町の肥後小国駅までを結んでいた、日本国有鉄道（国鉄）の鉄道路線（地方交通線）である。1980年の日本国有鉄道経営再建促進特別措置法（国鉄再建法）の施行を受け、第1次特定地方交通線として1984年（昭和59年）12月1日に全線が廃止された。なお、線名の宮原（みやのはる）とは、終点の肥後小国駅が設置されていた阿蘇郡小国町の大字名である。

## 路線データ（廃止時）
- 路線距離（営業キロ）：26.6km[1]
- 軌間：1067mm[1]
- 駅数：6駅（起点駅を含む）[1]
- 複線区間：なし（全線単線）[4]
- 電化区間：なし（全線非電化）[1]
- 閉塞方式：票券閉塞式[5]
- 輸送密度 : 165人(1981年)
- 営業係数 : 1728 (1981年) [6]

## 列車の運行
旅客列車の運転系統としては、豊後森駅 - 肥後小国駅間であり、一時期存在した末端区間折り返しを除く全列車が久大本線豊後森駅 - 恵良駅間に乗り入れていた。
1956年11月ダイヤ改正当時は、全線直通が5往復、ほかに夜に宝泉寺駅折り返しが1往復だった。1960年までに旅客列車は気動車に置き換えられて全線直通は6往復に増えたが、1967年10月のダイヤ改正時点では日中の1往復が土曜日のみの運行に、また夜の1往復は宝泉寺駅折り返しとなって毎日運行の全線直通は4往復に減少した。1968年10月ダイヤ改正（ヨンサントオ）では日中の直通1往復が廃止となり、毎日運行の直通列車は3往復（下りが朝1本と午後および夜に2本、上りが朝2本と夕方1本）に減少（ほかに土曜日のみが1往復）、夜の宝泉寺駅折り返し1往復と北里駅 - 肥後小国駅間の区間列車も廃止となった（区間列車は宝泉寺駅折り返しが夕方の1往復と平日のみの朝1往復残存）。以後、1972年までに夕方の宝泉寺駅発上り列車が廃止された以外は路線の廃止まで大きな変化はなかった。
車両は、1967年まで豊後森機関区のキハ07形気動車が使用され、末期には大分運転所のキハ40形およびキハ53形気動車の単行が主であった。
車掌は豊後森駅所属の駅車掌であった。

## 歴史

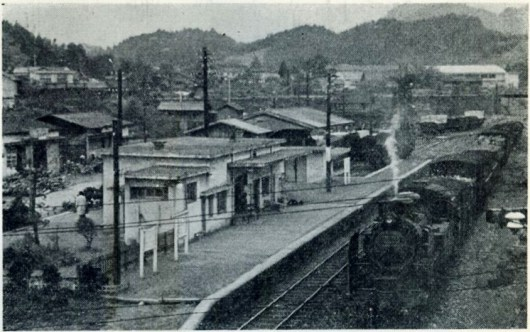
1962年頃の肥後小国駅

改正鉄道敷設法別表第113号に規定する予定線の一部で、佐賀県佐賀から福岡県瀬高、熊本県隈府（現在の菊池）を経て大分県森（豊後森）に至るという壮大な計画であった。佐賀 - 瀬高間が佐賀線として、瀬高 - 南関間が東肥鉄道として、大分県側で本路線が開業したが、そのすべてがすでに廃止されている。森 - 隈府間は「森隈線」として、これ以前は大分県中津 - 森 - 隈府間の「森隈宇線」として計画されたこともあった。
宮原線は、1937年（昭和12年）6月27日に恵良 - 宝泉寺間が開業したが、太平洋戦争の激化にともない不要不急線として延伸工事は中止、1943年（昭和18年）9月1日に既開業区間も休止された。なお、休止区間のレールは戦時中の金属供出に充てられたといわれている。戦後の1948年には復活し、1954年には大分・熊本県境を越えて肥後小国まで延伸され、農林資源の開発や観光路線として期待された。しかし、盲腸線である上に人口が希薄な県境の高原地帯を走る路線であり、利用は振るわなかった。
- 1935年（昭和10年）6月 恵良-宝泉寺間工事着手[21]
- 1936年（昭和11年）
  - 3月 宝泉寺-麻生釣間工事着手[21]
  - 12月 麻生釣-菅迫間工事着手[22]
- 1937年（昭和12年）
  - 2月 菅迫-北里間工事着手[22]
  - 6月27日 恵良 - 宝泉寺間 (7.3km) を宮原線として開業。町田駅、宝泉寺駅を新設[18][1][2]。
- 1943年（昭和18年）9月1日[19] 不要不急路線として全線 (7.3km) を休止[1][2]。
- 1948年（昭和23年）4月1日 恵良 - 宝泉寺間 (7.3km) を営業再開[1][2]。
- 1954年（昭和29年）3月15日 宝泉寺 - 肥後小国間 (19.3km) を延伸開業[2]し全通。麻生釣駅、北里駅、肥後小国駅を新設[1]。
- 1971年（昭和46年）
  - 8月1日 全線 (26.6km) の貨物営業を廃止[2]。
  - 10月 蒸気機関車（C11形）の運転を廃止[23]
- 1981年（昭和56年）9月18日 第1次特定地方交通線として廃止承認[24]。
- 1984年（昭和59年）12月1日 全線 (26.6km) を廃止[1][2]。大分交通によるバス路線に転換（1989年から子会社の玖珠観光バスに移管）。

## 駅一覧
- 全列車が乗り入れていた豊後森駅から便宜上記す。
- 累計営業キロは恵良駅からのもの。
- 接続路線の事業者名は、宮原線廃止時。

| 路線名     | 駅名     | 駅間 営業キロ | 累計 営業キロ | 接続路線               | 所在地       | 所在地       |
| ---------- | -------- | ------------- | ------------- | ---------------------- | ------------ | ------------ |
| ※          | 豊後森駅 | -             | 4.1           |                        | 大分県       | 玖珠郡玖珠町 |
| ※          | 恵良駅   | 4.1           | 0.0           | 日本国有鉄道：久大本線 | 大分県       | 玖珠郡九重町 |
| 宮原線     | 恵良駅   | 4.1           | 0.0           | 日本国有鉄道：久大本線 | 大分県       | 玖珠郡九重町 |
| 町田駅     | 4.7      | 4.7           |               |                        | 大分県       | 玖珠郡九重町 |
| 宝泉寺駅   | 2.6      | 7.3           |               |                        | 大分県       | 玖珠郡九重町 |
| 麻生釣駅   | 7.5      | 14.8          |               |                        | 大分県       | 玖珠郡九重町 |
| 北里駅     | 7.7      | 22.5          |               | 熊本県                 | 阿蘇郡小国町 |              |
| 肥後小国駅 | 4.1      | 26.6          |               | 熊本県                 | 阿蘇郡小国町 |              |

- ※:豊後森駅‐恵良駅間は久大本線

## 代替交通
廃止当初は大分交通が代替バスを設定し、1987年時点では豊後森 - 小国間に5往復（他に宝泉寺折り返しを10往復、ただし豊後森発1便は土曜日運休）運行されていた。その後、1989年に分社化された玖珠観光バスに移管された。2013年4月1日に麻生釣 - 小国間が廃止された。
このほか、九州産交バスもゆうステーション - 北里 - 岳の湯間で一部廃線跡に近いルートで路線を運行している。

## 廃線跡の現状
宮原線列車が発着していた恵良駅の3番線は線路跡がよく残り、その先では近年まで国道210号をオーバークロスしていたガーダー橋も残っていたが現在は撤去されている。
町田駅付近も国道387号線の西側に沿って築堤がほぼそのまま残り、往時を偲ばせる。町田駅はレールは撤去されてはいるものの、ホームや駅名標がそのまま保存されている。宝泉寺駅付近の線路跡は国道387号のバイパスとなり、痕跡は全くない。宝泉寺駅跡は小さな公園となっており、駅名標が保存される。
その先は再び国道から離れて串野集落を通る。線路跡は別荘地を結ぶ生活道路に転用されており、串野トンネルは現在も道路トンネルとして使用されている。このトンネルは旧北陸本線の柳ヶ瀬トンネル同様に交互通行のための信号が設置されている珍しい構造になっている。
麻生釣駅跡付近の大分熊本県境では国道の拡幅工事が進行しており、かつては国道の東側下を切通しで通っていた線路跡も盛土に埋もれようとしている。この先は有名な岡本とうふ店の直上を通り、再び国道より離れ、小河川を竹筋橋で越えていく。特に堂山川橋梁は沿線随一の撮影スポットであり、小国富士とも称される標高1500mの湧蓋山（わいたさん）を背景にした列車の風景写真は雑誌等でもよく紹介された。これら橋梁は、多くが国の登録有形文化財に登録されている。
北里駅はホームが保存され、地元の特産品や野菜を売る店が建つ。ホームには上屋とベンチも新設されている。北里 - 肥後小国間の線路跡は大部分が遊歩道として整備されている。元はマウンテンバイクのコースとして使用されたため路面は未舗装のままであり、鉄道時代の面影をよく残す。幸野川を竹筋橋で越え、終点小国の手前で一般道路に合流する。肥後小国駅跡は道の駅小国（ゆうステーション）となり、駅名標などが保存されている。

## 遺構

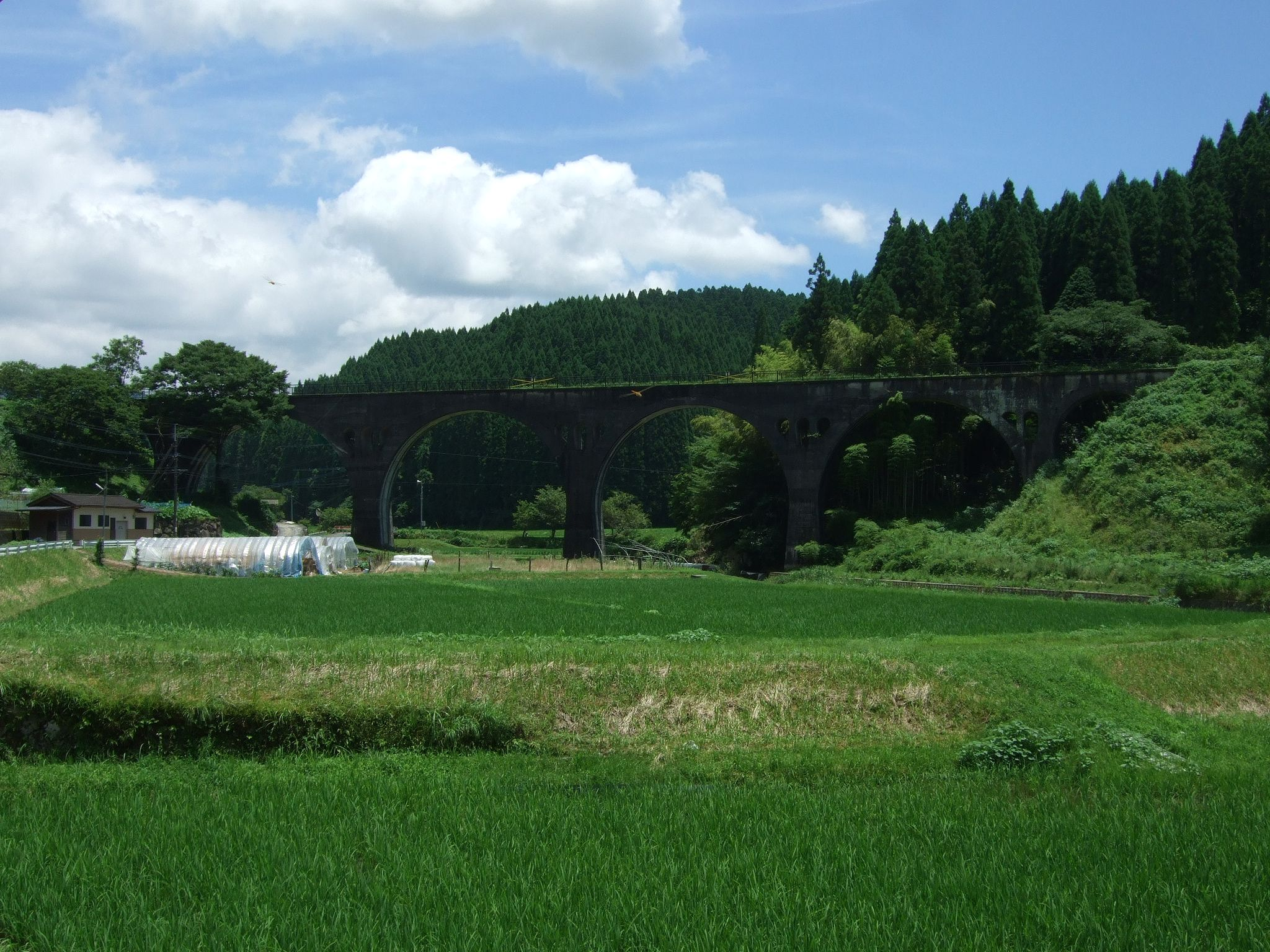
幸野川橋梁跡（北里 - 宮原間）

宮原線跡地には、廣平・菅追・堀田・汐井川・堂山・北里・幸野川の7本のコンクリートアーチ橋が残っており、2004年2月には国の登録有形文化財に登録されている。これら7本の橋梁は竹筋コンクリート造とされ、幸野川橋梁については建設時に竹筋を目撃したとの証言がある。非破壊検査やコンクリートコア調査では竹筋は確認されていないものの、一部の橋梁から採取したコア中に竹片が所在することが目視確認されている。
小国町では「旧宮原線跡地活用検討委員会」が有志によって結成され、これらの橋梁遺構を地域資源として活用する取組がなされている。

## 空中写真
国土地理院 地図・空中写真閲覧サービスが提供している過去の空中写真（1976年版）
- 豊後森駅 - 中央やや上に豊後森駅の転車台と扇形車庫がはっきりと確認できる。右下へ向かって久大本線と並走。
- 恵良駅－分岐点 - 上端中央から下端へ。中央やや上の集落に恵良駅の構内が見える。中央やや下に久大本線との分岐点がある。宮原線はここから西に分かれて川を渡る。
- 分岐点－町田駅 - 上端中央から下端へ。中央やや上に久大本線との分岐点。下端付近の集落の傍に町田駅があるはずなのだが。
- 宝泉寺駅付近 - 上図との間に若干の空隙がある。上端右側から逆S字カーブを描いて下端中央へ。画面中央より少し右上にカーブした宝泉寺駅ホームらしきものが見える。
- 宝泉寺－麻生釣間 - 上図下図とだいぶ重なる。右端中央上部からS字カーブを描いて左端下部へ。
- 宝泉寺－麻生釣間 - 右端上部から下に向かい、直角に曲がって左端中央へ。
- 麻生釣駅付近 - 右上中央から左に向かい、直角に曲がって下端左側へ。この大きなカーブの途中に麻生釣駅ホームらしきものが見える。
- 麻生釣駅付近 - 同上。
- 麻生釣－北里間 - 上端中央よりやや左から下に向かい、小さなS字カーブを経て左端下部へ。
- 北里駅付近 - 上図より縮尺が小さい。上端中央より右から細かい屈曲を繰り返しつつ下方に向かい、左に折れて左端下部へ。左下部の森の影に北里駅があるはずなのだが。
- 北里駅付近 - 上図と重なる。右上中央やや下から左に向かい、下方に曲がるトンネルを経て左端下部へ。北里駅ホームらしきものに木々が影を落としているのが見える。
- 北里－肥後小国 - 右端上部から左に向かい、トンネルを経て左下へ向かい、左端下部へ。左下の町が宮原だが、肥後小国駅は画面からぎりぎり外れている。
- 肥後小国駅付近 - 上端中央から左下へ向かい、間もなく川を渡ってすぐに肥後小国駅。褐色の構内が見えるが、その先にも伸びて次の川を渡る橋が造られているのがわかる。